# Jonathan Bachini
Jonathan Bachini (Livorno, 5 giugno 1975) è un ex calciatore italiano, di ruolo centrocampista.

## Carriera

### Club
Cresciuto nelle giovanili di Alessandria e Udinese, esordisce nel 1994 Serie C1 con l'Alessandria. Tornato a Udine, dopo i prestiti a Juve Stabia e Lecce, esordisce in Serie A il 31 agosto 1997 contro la Fiorentina. Con la maglia friulana riesce anche a conquistare la convocazione in nazionale.
Nell'estate 1999 passa alla Juventus. Sotto la guida di Carlo Ancelotti, in due stagioni disputa 13 partite in Serie A senza tuttavia riuscire a emergere, così nel gennaio 2001 passa in prestito al Brescia. Nell'estate seguente rientra come conguaglio tecnico nell'affare che porta Gianluigi Buffon a Torino, accasandosi al Parma a titolo definitivo: la sua valutazione è di 30 miliardi di lire.
L'esperienza emiliana dura pochi mesi, e già in settembre ritorna a Brescia dove riesce a ritagliarsi gradualmente uno spazio fino alla stagione 2004-2005 quando, dopo essere stato trovato positivo ai metaboliti della cocaina, il 26 novembre 2004 viene squalificato per nove mesi e licenziato dai lombardi. La squalifica viene poi aumentata a un anno dalla Commissione di Appello Federale.
Nell'estate 2005 viene ingaggiato dal Siena, ma nel gennaio 2006 viene trovato nuovamente positivo al test della cocaina, richiesto in seguito a delle osservazioni nella gara del precedente 4 dicembre contro la Lazio, sicché nel mese successivo il club toscano rescinde il contratto con il giocatore. Bachini viene dapprima sospeso in via cautelativa il 3 marzo 2006 e infine squalificato a vita, con conseguente radiazione, il 30 dello stesso mese.
In carriera ha totalizzato complessivamente 149 presenze e 13 reti in Serie A e 23 presenze e 2 reti in Serie B.

### Nazionale
Dopo 4 presenze nella nazionale Under-21 di Rossano Giampaglia, nel 1998, quando giocava con l'Udinese, viene convocato dal commissario tecnico Dino Zoff in nazionale maggiore, esordendo il 10 ottobre nella vittoria contro la Svizzera. Due mesi dopo partecipa all'amichevole contro la selezione World Stars e colleziona la seconda e ultima presenza in maglia azzurra.

## Statistiche

### Cronologia presenze e reti in nazionale
| Cronologia completa delle presenze e delle reti in nazionale ― Italia | Cronologia completa delle presenze e delle reti in nazionale ― Italia | Cronologia completa delle presenze e delle reti in nazionale ― Italia | Cronologia completa delle presenze e delle reti in nazionale ― Italia | Cronologia completa delle presenze e delle reti in nazionale ― Italia | Cronologia completa delle presenze e delle reti in nazionale ― Italia | Cronologia completa delle presenze e delle reti in nazionale ― Italia | Cronologia completa delle presenze e delle reti in nazionale ― Italia |
| Data                                                                  | Città                                                                 | In casa                                                               | Risultato                                                             | Ospiti                                                                | Competizione                                                          | Reti                                                                  | Note                                                                  |
| --------------------------------------------------------------------- | --------------------------------------------------------------------- | --------------------------------------------------------------------- | --------------------------------------------------------------------- | --------------------------------------------------------------------- | --------------------------------------------------------------------- | --------------------------------------------------------------------- | --------------------------------------------------------------------- |
| 10-10-1998                                                            | Udine                                                                 | Italia                                                                | 2 – 0                                                                 | Svizzera                                                              | Qual. Euro 2000                                                       | -                                                                     | 61’                                                                   |
| 16-12-1998                                                            | Roma                                                                  | Italia                                                                | 6 – 2                                                                 | World Stars                                                           | Amichevole                                                            | -                                                                     | 46’                                                                   |
| Totale                                                                |                                                                       | Presenze                                                              | 2                                                                     |                                                                       | Reti                                                                  | 0                                                                     |                                                                       |

## Palmarès

### Club

#### Competizioni giovanili
- Coppa Italia Primavera: 1

Udinese: 1992-1993

#### Competizioni internazionali
- Coppa Intertoto UEFA: 1

Juventus: 1999